# قانون بيكستروم
في علم الاقتصاد، يُعد قانون بيكستروم نموذجًا أو مبرهنةً صاغها رود بيكستروم. ويتضمن هذا القانون الإجابة عن «سؤالٍ قديمٍ للغاية ألا وهو 'ما مدى قيمة شبكة الاتصال؟'» ويختصرها كالآتي: «قيمة شبكة الاتصال تساوي صافي القيمة المضافة إلى المعاملات التي يجريها كل مستخدم عن طريق هذه الشبكة، وجمعها لجميع المستخدمين.»
وطبقًا لواضع هذا القانون، يمكن استخدامه لتقدير قيمة أي شبكة سواء كانت من الشبكات الاجتماعية أو الشبكات الإلكترونية أو مجموعات الدعم وحتى الإنترنت ككل، ويقدر هذا النموذج الجديد قيمة الشبكة من خلال النظر من منظور الشبكة على كل المعاملات التي تجري فيها إلى جانب القيمة المضافة لكل معاملة.
كما يوضح القانون أن من بين طرق التأمل والتفكير في القيمة التي تضيفها الشبكة لكل معاملة أن تتخيل إغلاق الشبكة ثم تحسب مقدار التكاليف الإضافية للمعاملات أو نسبة الخسارة. ومن ثَمَّ يمكن مقارنتها بقيمة خدمة توصيل البيتزا المتاحة للزبائن، فمثلاً إذا أغلقت خدمة توصيل البيتزا أبوابها أمام الزبائن، فسيتضاءل حجم القيمة الاجتماعية الناشئة عن هذه التوصيلات وسيبقى أمام الناس خياران إما التضور جوعًا أو اللجوء إلى مكانٍ آخر.
ويختلف قانون بيكستروم عن قانون متكالف وقانون ريد وعن المفاهيم الأخرى التي تقترح أن قيمة شبكة الاتصال تستند فقط إلى حجمها، ويضيف قانون متكالف متغيرًا واحدًا آخر.

## قانون بيكستروم كنموذج اقتصادي مباشر
يساوي صافي القيمة الحاضرة V لأي شبكة اتصال j بالنسبة لأي فرد i مجموع صافي القيمة الحاضرة لعائد جميع المعاملات مطروحًا منه صافي القيمة الحاضرة لتكاليف جميع المعاملات على شبكة الاتصال على أي فترة زمنية مُعطاة t كما هو موضح في المعادلة التالية، وتُعد قيمة شبكة الاتصال الكُلية هي ملخص قيمتها لكل مستخدميها، ويتم تعريف هؤلاء المستخدمين على أنهم كل الأطراف التي تقوم بإجراء معاملات على هذه الشبكة.
{\displaystyle \sum _{i=1}^{n}V_{i,j}=\sum _{i=1}^{n}\sum _{k=1}^{m}{\frac {B_{i,j,k}-C_{i,j,k}}{(1+r_{k})^{t_{k}}}}}
حيث إن:
{\displaystyle \sum {V_{i,j}}} = قيمة شبكة الاتصال j لكافة المستخدمين
Vi,j = صافي القيمة الحاضرة لجميع المعاملات للمستخدم i فيما يتصل بشبكة الاتصال j على أي فترة زمنية
i = يرمز لمستخدم واحد لشبكة الاتصال
j = يرمز لشبكة اتصال واحدة
k = يرمز لمعاملة واحدة
Bi,j,k = قيمة العائد من المعاملة k للفرد i فيما يتصل بالشبكة j
Ci,j,k = تكلفة المعاملة k للفرد i فيما يتصل بالشبكة j
rk = معدل الخصم للفائدة على وقت المعاملة k
tk = الوقت المستغرق بالسنوات في المعاملة k
n = عدد الأفراد
m = عدد المعاملات

## وصلات خارجية
- Beckstrom's Law & The Economics Of Networks – ICANN
- Economics of networks Rod Beckstrom National Cybersecurity Center Department of homeland security
- 2008 Black Hat Keynote Rod Beckstrom director-NCSC-DHS
- Cybersecurity is hampered by a lack of understanding about the physics and economics of the networks we are trying to defend
- Value Network Analysis
- How To Value Your Networks
- The New Laws of Intranet ROI
- Beckstrom's Law
- Twenty-two power laws of the emerging social economy نسخة محفوظة 9 أكتوبر 2009 على موقع واي باك مشين.